# Военный бюджет Чехии
Военный бюджет Чехии — это совокупность расходов государственного бюджета Чехии, предназначенных для содержания и обеспечения вооружённых сил Чехии.

## История
Чехия как независимое государство возникла после распада Чехословакии в январе 1993 года, вооружённые силы страны были сформированы на базе частей чехословацкой армии и оставшейся на территории страны инфраструктуры (при этом численность войск в 1993-1994 годы была сокращена), поэтому в 1990-е годы военные расходы страны были сравнительно невелики.
С 1994 года Чехия активно участвовала в программе НАТО «Партнёрство ради мира».
В рамках подготовки к вступлению в НАТО Чехия в 1990-е годы приступила к реорганизации вооружённых сил и модернизации материально-технической базы армии. 
12 марта 1999 года Чехия вступила в блок НАТО, с этого времени военные расходы страны координируются с другими странами НАТО. Кроме того, Чехия обязана осуществлять тыловое обеспечение войск НАТО на территории страны "в мирное и военное время, кризисный период, а также в условиях чрезвычайных ситуаций".
В сентябре 1999 года военный контингент Чехии был отправлен в состав сил KFOR. С 2002 до 27 июня 2021 года Чехия принимала участие в войне в Афганистане, в 2003 - 2008 годы принимала участие в войне в Ираке (что вело к расходованию средств военного бюджета страны).
1 мая 2004 года Чехия вступила в Евросоюз, в составе которого стремится проводить политику, согласованную с другими странами "Вишеградской группы" (в частности, для отстаивания своих интересов при проведении тендеров на поставку продукции военного назначения в рамках ЕС и определения скоординированной линии в диалоге с Россией по вопросам, связанным с производством вооружения и военной техники по советским лицензиям).
Чехия участвует в миссии ЕС в Мали. 20 февраля 2013 года правительство и парламент страны утвердили предельную численность контингента (до 50 военнослужащих). 14-17 марта 2013 года первое подразделение из 34 военнослужащих было доставлено в Мали, для финансирования деятельности контингента в Мали в течение первых 15 месяцев было выделено 135 млн крон.
После начала весной 2014 года боевых действий на востоке Украины Чехия ввела ограничения на экспорт в Россию оружия и иной продукции военного назначения (запрещены оказались даже продажи охотничьего оружия), но импорт продукции военного назначения из РФ продолжался.
12 августа 2014 года на совещании в Брюсселе комитет Евросоюза по политике и безопасности разрешил странам ЕС поставлять оружие иракским курдам. После этого, в августе - сентябре 2014 года по программе военной помощи Чехия бесплатно передала для вооружённых и военизированных формирований курдов в Ираке боеприпасы со складов вооруженных сил Чехии (10 млн. автоматных патронов 7,62 × 39 мм, 8 млн. патронов 7,62 × 54 мм R, 5000 выстрелов к противотанковым гранатомётам РПГ-7 и 5000 ручных гранат) общей стоимостью 41 млн. чешских крон.
На саммите НАТО в Уэльсе в сентябре 2014 года было принято решение о увеличении военных расходов всех стран НАТО до 2% ВВП. Так как и в 2019 году большинством стран НАТО (в том числе, Чехией) этот показатель не был достигнут, в выступлении генерального секретаря НАТО Й. Столтенберга на пресс-конференции в Лондоне 4 декабря 2019 года были озвучены уточнённые показатели - "к 2024 году мы ожидаем, что как минимум 15 членов будут тратить 2% ВВП или больше на оборонные нужды".
Начавшаяся в 2020 году эпидемия коронавируса COVID-19 (с марта 2020 года распространившаяся на Чехию) вызвала экономический кризис в странах Евросоюза. Решение о увеличении военных расходов страны до 2% ВВП в 2020 году осталось не выполненным.
В марте 2020 года часть средств была перераспределена на борьбу с коронавирусом и выполнение некоторых военных программ было замедлено. Так, в декабре 2020 года министр финансов Чехии А. Шиллерова официально сообщила, что из-за негативных последствий эпидемии коронавируса Чехия не сможет выполнить обязательства перед НАТО увеличить военные расходы страны до 2% ВВП к 2024 году. В это же время военный министр Л. Метнар сообщил, что выполнение программы модернизации имеющегося парка танков Т-72 до уровня T-72M4 CZ будет продлено до 2025 года.
20 января 2022 года правительство Чехии объявило о намерении передать Украине в виде военной помощи 4006 шт. 152-мм артиллерийских снарядов (общей стоимостью 37 млн крон). 26 февраля 2022 правительство Чехии объявило о намерении оказать дополнительную военную помощь Украине в виде поставок не соответствующего стандартам НАТО и неиспользуемого вооружения, военной техники и военного имущества из наличия вооружённых сил Чехии. 27 февраля 2022 года были согласованы объемы поставок на сумму 400 млн крон. В дальнейшем, было объявлено о отправке на Украину партии бронетехники (танков Т-72 и боевых машин пехоты БМП-1).
В начале сентября 2022 года было объявлено о намерении закупить в Швеции 210 гусеничных боевых машин пехоты CV-90 (на сумму свыше 1 млрд. евро) для создания к 2026 году в составе вооружённых сил механизированной бригады, укомплектованной танками и БМП западного производства.
3 октября 2022 года США выделили Чехии пакет военной помощи на сумму 106 млн. долларов США.
В декабре 2022 года премьер-министр Чехии П. Фиала сообщил, что в одобренном правительством страны проекте государственного бюджета на 2023 год запланировано увеличение военных расходов до 1,5% ВВП.
22 июня 2025 года перед началом саммита НАТО в Гааге (22-25 июня 2025) было объявлено о предварительной договорённости повысить минимальный уровень военных расходов для всех стран НАТО до 5% ВВП к 2035 году.

## Динамика военных расходов
- 2003 год - 1,9 млрд. долларов США[19]
- 2004 год - 1,9 млрд. долларов[20]
- 2014 год - 1975 млн. долларов (0,94% ВВП)[21]
- 2015 год - 1921 млн. долларов (1,02% ВВП)[21]
- 2016 год - 1866 млн. долларов (0,95% ВВП)[21]
- 2017 год - 2259 млн. долларов (1,03% ВВП)[21]
- 2018 год - 2750 млн. долларов (1,10% ВВП)[21]
- 2019 год - 2982 млн. долларов (1,18% ВВП)[21]
- 2020 год - 3199 млн. долларов (1,30% ВВП)[21]
- 2021 год - официально заявлены в размере 3915 млн. долларов (1,39% ВВП)[21], но могут достигать 4013 млн. долларов (1,42% ВВП)[22]
- 2022 год - 3896 млн. долларов (1,34% ВВП)[21]
- 2023 год - 5033 млн. долларов (1,50% ВВП)[21]